# Отровната Айви
Отровната Айви (Д-р Памела Лилиан Айсли) (на английски: Poison Ivy, Dr. Pamela Lillian Isley, Ph. D.) е суперзлодей, появяваща се в американски комикси публикувани от ДиСи Комикс, която е предимно враг на супергероя Батман. Създадена от Робърт Канихър и Шелдън Мелдоф, тя прави своя дебют в „Батман“ бр. 181 (юли 1966 г.). Отровната Айви е един от най-трайните врагове на Батман и е част от противниците, които съставляват галерията на класическите врагове на Батман. Отровната Айви е изобразена като един от най-известните екотерористи в света. Тя е обсебена от растения, ботаника и енвиронментализма. За нейните криминални деяния, които са главно насочени към опазването на околната среда, използва токсини от растенията и феромони, които контролират ума. Харли Куин става неин повтарящ се партньор в престъпленията и нейна приятелка. Доказала се е като един от най-мощните врагове на Батман.